# Cantón de Chilly-Mazarin
El cantón de Chilly-Mazarin era una división administrativa francesa, que estaba situada en el departamento de Essonne y la región de Isla de Francia.

## Composición
El cantón estaba formado por tres comunas:
- Chilly-Mazarin
- Morangis
- Wissous

## Supresión del cantón de Chilly-Mazarin
En aplicación del Decreto nº 2014-230 de 24 de febrero de 2014, el cantón de Chilly-Mazarin fue suprimido el 22 de marzo de 2015 y sus 3 comunas pasaron a formar parte; dos del nuevo cantón de Savigny-sur-Orge y una del nuevo cantón de Massy.